# Outbreak (phim 1995)
Outbreak (Bùng phát) là một bộ phim thảm họa y tế của Mỹ sản xuất năm 1995 dựa trên cuốn tiểu thuyết phi hư cấu The Hot Zone của nhà văn Richard Preston's. Phim do Wolfgang Petersen làm đạo diễn, với sự tham gia của các ngôi sao Dustin Hoffman, Rene Russo và Morgan Freeman, cùng với đồng sao Cuba Gooding, Jr., Kevin Spacey, Donald Sutherland và Patrick Dempsey.
Bộ phim tập trung vào một vụ dịch không có thật Ebola - like virus, Motaba, ở Zaire và sau đó lan đến một thị trấn nhỏ tại Hoa Kỳ. Bối cảnh chính của phim tại Viện nghiên cứu y tế quân đội, Trung tâm kiểm soát và phòng ngừa dịch bệnh Hoa Kỳ và thị trấn hư cấu Cedar Creek, California. Cốt truyện Outbreak phỏng theo cách mà các cơ quan quân sự và dân sự có thể làm để ngăn chặn sự lây lan của một bệnh truyền nhiễm chết người.
Phim được phát hành vào ngày 10 tháng 3 năm 1995, là một thành công phòng vé. Spacey giành được hai giải thưởng về diễn xuất. Một vụ dịch virus Ebola thực tế đã xảy ra ở Zaire khi bộ phim được phát hành.

## Nội dung
Một loại virus có tên là Motaba gây cơn sốt chết người, được phát hiện tại một khu rừng châu Phi vào năm 1967. Để giữ kín bí mật về loại vi rút này, hai sĩ quan quân đội Mỹ Donald McClintock và William Ford đã thả bom phá hủy các trại quân đội, nơi binh sĩ đang bị nhiễm bệnh.
Năm 1995, virus này lại bùng phát ở Zaire. Đại tá Sam Daniels, một nhà virus học tại USAMRIID, được cử đến điều tra. Ông và phi hành đoàn của mình-Trung tá Casey Schuler và người mới Salt, tiến hành thu thập thông tin và trở về Hoa Kỳ. Daniels đề nghị cấp trên của mình (bây giờ) Chuẩn tướng William Ford, ban hành một cảnh báo, nhưng Ford cho rằng virus này không thể lây lan.
Betsy, loài khỉ mũ đầu trắng (vật chủ truyền virus) được nhập lậu vào Hoa Kỳ. Khi James "Jimbo" Scott, một nhân viên của sở thu giữ và kiểm dịch động vật, đánh cắp Betsy và đưa nó đến Cedar Creek, California để bán trên chợ đen, anh ta bị nhiễm bệnh. Jimbo thất bại trong việc bán Betsy cho Rudy Alvarez, một chủ tiệm cửa hàng thú nuôi, người cũng bị nhiễm virus, nên thả chú vào rừng. Anh ta đã xuất hiện các triệu chứng trên chuyến bay tới Boston và lây nhiễm cho bạn gái của mình, Alice. Họ phải nhập viện, và Tiến sĩ Roberta Keough, một nhà khoa học của CDC - vợ cũ của Daniels là người nghiên cứu bệnh tình của họ. Jimbo, Alice, và Rudy chết, nhưng Keough xác định rằng không có một ai khác ở Boston bị nhiễm bệnh.
Kỹ thuật viên tại bệnh viện Cedar Creek, trong đó có Henry, vô tình làm vỡ lọ chứa mẫu máu của Rudy, Henry bị nhiễm virus. Virus biến đổi thành một chủng có khả năng lây lan như cúm, một số người đã tiếp xúc. Daniels biết về sự lây nhiễm, ông liền bay đến Cedar Creek làm trái mệnh lệnh của Ford, gia nhập đội ngũ Keough với Schuler và Salt. Khi họ bắt đầu tìm kiếm các vật chủ, quân đội Mỹ cách ly thị trấn và áp đặt thiết quân luật. Schuler bị nhiễm khi làm rách bộ đồ, và vô tình gậy mình làm cây kim bị nhiễm lây qua Keough. Ford cung cấp huyết thanh thử nghiệm để điều trị bệnh (mà không thành công vì các đột biến), và Daniels nhận ra rằng ông đã biết về virus trước trước khi dịch bùng nỗ. Ông đối đầu với Ford, người đã thừa nhận rằng ông che giấu thông tin vì những nguy cơ mà Motaba được sử dụng như một tác nhân sinh học.
Daniels nghe tin về kế hoạch Clean Sweep (Quét sạch) - cho quân đội thả bom xuống Cedar Creek đã được sự chấp thuận của Tổng thống; bây giờ Thiếu tướng Donald McClintock tiến hành kế hoạch này nhằm che giấu sự tồn tại của virus. Để ngăn chặn Daniels tìm kiếm cách chữa bệnh, McClintock đã ra lệnh bắt Daniels với lý do áp đặt Daniels đang mang vi rút. Nhưng Daniels đã trốn thoát được. Ông cùng với Salt bay trực thăng đến tàu chứa Betsy. Daniels có được hình ảnh của Betsy và đưa lên truyền hình; Bà Jeffries nhận ra rằng con gái của mình là Kate đã chơi với Betsy trong sân của họ và gọi đến đài. Daniels và Salt đến ngôi nhà của 'Jeffries. Salt bắn thuốc mê Betsy sau khi Kate dụ dỗ Betsy ra khỏi chỗ trốn. Khi biết Daniels đã bắt được Betsy, Ford trì hoãn vụ đánh bom.
Trên chuyến bay trở về, Daniels và Salt bị máy bay trực thăng của McClintock truy đuổi. Nhanh trí, Salt bắn hai quả rocket xuống rừng cây để lừa McClintock rằng họ đã bị rơi. Về Cedar Creek, Salt trộn kháng thể của Betsy với huyết thanh lấy từ Ford để tạo ra một huyết thanh miễn dịch; mặc dù Schuler đã chết, nhưng họ đã giữ được Keough. McClintock trở về căn cứ và lại tiếp tục với kế hoạch thả bom của mình, từ chối lời khuyên của Ford (người muốn hủy kế hoạch).
Daniels và Salt bay trên một máy bay trực thăng vào đường đi của máy bay ném bom được chỉ huy bởi một phi công có mật danh là Sandman One. Với sự giúp đỡ của Ford, Daniels thuyết phục Sandman One và người phụ lái để kích nổ quả bom trên mặt nước và tha cho thị trấn. Trước khi McClintock có thể sắp xếp một vụ đánh bom khác, Ford bãi bỏ quyền chỉ huy và bắt giữ ông vì lý do giấu thông tin từ tổng thống. Daniels và Keough hòa giải, và cư dân Cedar Creek được chữa khỏi bệnh.

## Diễn viên
| - Dustin Hoffman vai Đại tá Sam Daniels - Rene Russo vai Roberta "Robby" Keough - Morgan Freeman vai Chuẩn tướng Billy Ford - Donald Sutherland vai Thiếu tướng Donald "Donnie" McClintock - Kevin Spacey vai Trung tá Casey Schuler - Cuba Gooding, Jr. vai Thiếu tá Salt - Patrick Dempsey vai James "Jimbo" Scott - Zakes Mokae vai Tiến sĩ Benjamin Iwabi - Malick Bowens vai Tiến sĩ Raswani - Susan Lee Hoffman vai Tiến sĩ Lisa Aronson - Benito Martinez vai Tiến sĩ Julio Ruiz | - Bruce Jarchow vai Tiến sĩ Mascelli - Leland Hayward III vai Henry Seward - Daniel Chodos vai Rudy Alvarez - Dale Dye vai Trung tá Briggs - Kara Keough vai Kate Jeffries - Gina Menza vai Bà Jeffries - Maury Sterling vai Sandman One - Michael Emanuel vai Sandman One - phi công - Kellie Overbey vai Alice - J. T. Walsh vai Tham mưu trưởng của Nhà Trắng |

## Sản xuất
Cảnh thị trấn "Cedar Creek" được quay tại Ferndale, California, nơi xe tăng và máy bay trực thăng đóng chung với cuộc sống hàng ngày trong thời gian gần hai tháng quay phim. Những địa điểm khác được sử dụng là dugway Proving Ground và Kauai..

## Release

### Box office
Outbreak đứng đầu Hoa Kỳ danh sách phòng vé tuần đầu công chiếu với doanh thu $13,420,387, và giữ ở vị trí số trong ba tuần liền trước khi  Tommy Boy  's phát hành. Bộ phim đã thu về $ 67.659.560 ở trong nước và122.200.000 $ quốc tế, là một thành công thương mại.

### Giải thưởng
- New York Film Critics Circle Awards: Kevin Spacey – Nhất nam diễn viên phụ (Won)[7]
- Society of Texas Film Critics Awards: Kevin Spacey – Nhất nam diên phụ (Won) – Also includes Spacey's work in Se7en and The Usual Suspects[8][9]